# 多特羅龍獸屬
多特羅龍獸屬（學名：Deuterosaurus）是已滅絕合弓綱的一屬，屬於恐頭獸亞目的安蒂歐獸類，生存於二疊紀中期的俄羅斯。屬名意為「第二個蜥蜴」。

## 特徵

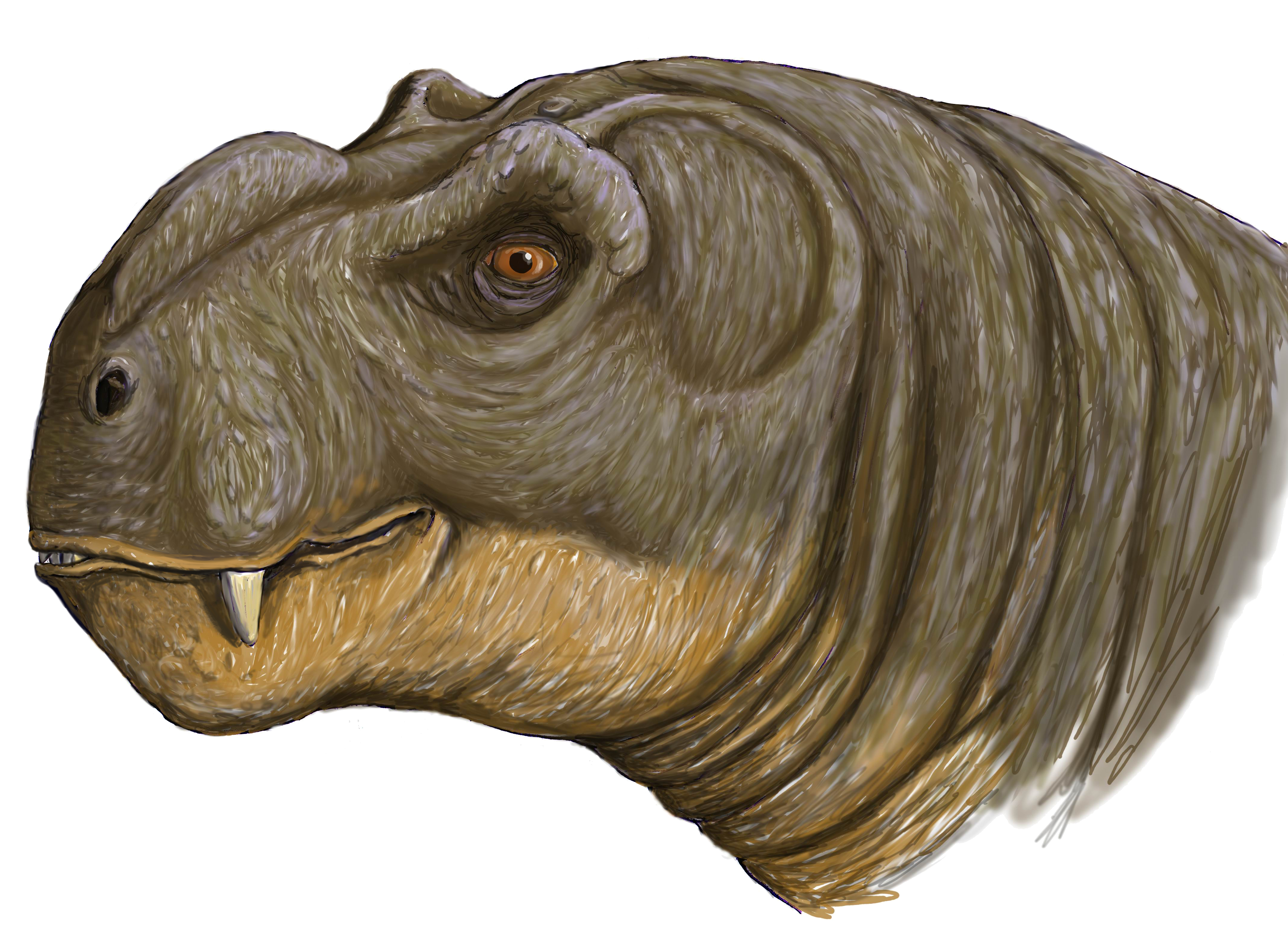
D. jubilaei的頭部

目前已經發現數個多特羅龍獸的頭顱骨。多特羅龍獸的頭顱骨長約80公分，具有圓錐狀牙齒。如同其他安蒂歐獸類，多特羅龍獸具有大型犬齒。與其他安蒂歐獸類相比，多特羅龍獸的頭部短而寬，顯示牠們有較強的咬合力。眼睛略朝前方，使牠們有初步的立體視覺。多特羅龍獸的頭頂有一個小型洞孔，可能是松果眼。多特羅龍獸的額頭骨頭較厚，可能會有以頭部撞擊的行為，使用在求偶或是競爭領域上。
根據估計，成年的多特羅龍獸身長約5到6公尺，體重約500公斤，是種大型恐頭獸類。湯瑪斯·亨利·赫胥黎（Thomas Henry Huxley）曾經一度誤認牠們是恐龍。若參考相近獸孔目而重建，多特羅龍獸具有短、粗壯的四肢，往身體兩側延伸。當牠們行走時，尾巴可能會左右擺動。
多特羅龍獸的化石發現於俄羅斯西伯利亞。在二疊紀時期，西伯利亞是個氣候溫暖的低地。多特羅龍獸是當時最大的陸地動物之一，但科學家對牠們是肉食性、草食性動物，仍沒有定論。多特羅龍獸可能有立體視覺，顯示牠們可能是伏擊式的獵食動物；但牠們的短腿、巨大身體，會妨礙牠們的獵食，因此有學者認為牠們是草食性動物。多特羅龍獸的犬齒大，應該是肉食性動物；但犬齒之後的牙齒呈圓錐狀、較鈍。最有可能的是，多特羅龍獸是雜食性動物。